# Cây lá rộng

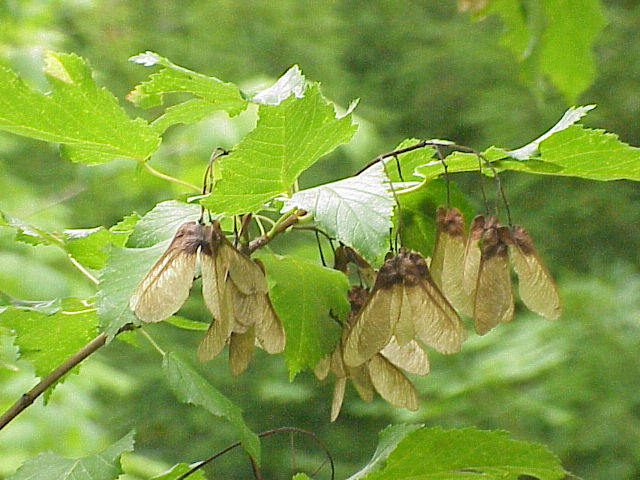
Acer tataricum

Cây lá rộng là những loại cây có lá thuộc nhóm lá rộng, thường phẳng và dẹp, phân biệt với cây lá kim. Đa số cây lá rộng như các cây bạch dương, du, sồi, và phong rụng lá hàng năm vào mùa thu hay mùa khô, nhưng một vài loại như Arbutus, Buxus sempervirens và Ilex aquifolium có lá xanh quanh năm.
Cây lá rộng thuộc ngành thực vật hạt kín. Hoa sau khi thụ phấn, phát triển thành hạt, hạt nằm trong quả.